# Wykres liniowy

Wykres liniowy przedstawiający populację miasta Puszkin od 1800 do 2010 roku, mierzoną w różnych odstępach czasu

Wykres liniowy – rodzaj wykresu, na którym informacje są przedstawiane w postaci szeregów punktów danych zwanych „znacznikami” połączonych odcinkami (fragmentami linii prostych, stąd nazwa). Jest to podstawowy typ wykresu powszechny w wielu dziedzinach. Wykres liniowy jest podobny do wykresu punktowego, z tą różnicą, że znaczniki są uporządkowane (zwykle według ich wartości na osi x) i połączone odcinkami. Wykres liniowy jest często używany do przedstawiania szeregów czasowych – dlatego też na osi x często znajduje się czas. Takie wykresy, wizualizujące trendy, które można zaobserwować w danych, nazywane są po angielsku run charts (wykresami przebiegu).

## Przykład
W naukach eksperymentalnych zebrane dane są często przedstawiane w formie wykresu. Na przykład, jeśli zbiera się dane na temat prędkości obiektu w określonych momentach, można przedstawić dane w tabeli, takiej jak poniższa:
| Czas, który upłynął (s) | Prędkość (m/s ) |
| ----------------------- | --------------- |
| 0                       | 0               |
| 1                       | 3               |
| 2                       | 7               |
| 3                       | 12              |
| 4                       | 18              |
| 5                       | 30              |
| 6                       | 45,6            |

Wykres prędkości w funkcji czasu

Tabela jako forma prezentacji danych sprawdza się, jeżeli zależy nam na przedstawieniu dokładnych wartości, ale może uniemożliwić odkrycie i zrozumienie wzorców (np. trendów). 
Zrozumienie procesu opisanego przez dane w tabeli można ułatwić poprzez sporządzenie wykresu lub wykresu liniowego prędkości w funkcji czasu. Taka wizualizacja pojawia się na rysunku po prawej stronie. Ta wizualizacja może pozwolić widzowi szybko zrozumieć cały proces na pierwszy rzut oka.